# Општина Гвадалахара (Халиско)
Гвадалахара (шп. Guadalajara) општина је у Мексику у савезној држави Халиско. Општина се налази на надморској висини од 1536 м.

## Становништво
Према подацима из 2010. у општини је живело 1495189 становника.

### Хронологија
| Година       | 2000                      | 2005                      | 2010                      |
| ------------ | ------------------------- | ------------------------- | ------------------------- |
| Становништво | 1646319 (788247 / 858072) | 1600940 (765701 / 835239) | 1495189 (717404 / 777785) |

### Попис
| \| \| м \| \| \| ж \| \| 0—2 \| 33.043 \| \| \| 31.395 \| \| 3—5 \| 35.381 \| \| \| 34.125 \| \| 6—11 \| 75.527 \| \| \| 73.201 \| \| 12—14 \| 37.417 \| \| \| 37.177 \| \| 15—17 \| 40.030 \| \| \| 39.436 \| \| 18—24 \| 98.602 \| \| \| 98.039 \| \| 60+ \| 76.503 \| \| \| 101.597 \| \| Просек : \| 30,8 \| \| \| 32,5 \| |        |  |  |         |
| |        |  |  |         |
| | м      |  |  | ж       |
| 0—2 | 33.043 |  |  | 31.395  |
| 3—5 | 35.381 |  |  | 34.125  |
| 6—11 | 75.527 |  |  | 73.201  |
| 12—14 | 37.417 |  |  | 37.177  |
| 15—17 | 40.030 |  |  | 39.436  |
| 18—24 | 98.602 |  |  | 98.039  |
| 60+ | 76.503 |  |  | 101.597 |
| Просек : | 30,8   |  |  | 32,5    |

| #   | Индикатор                                                                                        | Вредност |
| --- | ------------------------------------------------------------------------------------------------ | -------- |
| 1   | Становништво од 0 до 2 године                                                                    | 64438    |
| 2   | Мушко становништво од 0 до 2 године                                                              | 33043    |
| 3   | Женско становништво од 0 до 2 године                                                             | 31395    |
| 4   | Становништво са 3 и више година                                                                  | 1404196  |
| 5   | Мушко становништво са 3 и више година                                                            | 671068   |
| 6   | Женско становништво са 3 и више година                                                           | 733128   |
| 7   | Становништво са 5 и више година                                                                  | 1357921  |
| 8   | Мушко становништво са 5 и више година                                                            | 647467   |
| 9   | Женско становништво са 5 и више година                                                           | 710454   |
| 10  | Становништво са 12 и више година                                                                 | 1185962  |
| 11  | Мушко становништво са 12 и више година                                                           | 560160   |
| 12  | Женско становништво са 12 и више година                                                          | 625802   |
| 13  | Становништво са 15 и више година                                                                 | 1111368  |
| 14  | Мушко становништво са 15 и више година                                                           | 522743   |
| 15  | Женско становништво са 15 и више година                                                          | 588625   |
| 16  | Становништво са 18 и више година                                                                 | 1031902  |
| 17  | Мушко становништво са 18 и више година                                                           | 482713   |
| 18  | Женско становништво са 18 и више година                                                          | 549189   |
| 19  | Становништво од 3 до 5 година                                                                    | 69506    |
| 20  | Мушко становништво од 3 до 5 година                                                              | 35381    |
| 21  | Женско становништво од 3 до 5 година                                                             | 34125    |
| 22  | Становништво од 6 до 11 година                                                                   | 148728   |
| 23  | Мушко становништво од 6 до 11 година                                                             | 75527    |
| 24  | Женско становништво од 6 до 11 година                                                            | 73201    |
| 25  | Становништво од 8 до 14 година                                                                   | 175365   |
| 26  | Мушко становништво од 8 до 14 година                                                             | 88473    |
| 27  | Женско становништво од 8 до 14 година                                                            | 86892    |
| 28  | Становништво од 12 до 14 година                                                                  | 74594    |
| 29  | Мушко становништво од 12 до 14 година                                                            | 37417    |
| 30  | Женско становништво од 12 до 14 година                                                           | 37177    |
| 31  | Становништво од 15 до 17 година                                                                  | 79466    |
| 32  | Мушко становништво од 15 до 17 година                                                            | 40030    |
| 33  | Женско становништво од 15 до 17 година                                                           | 39436    |
| 34  | Становништво од 18 до 24 године                                                                  | 196641   |
| 35  | Мушко становништво од 18 до 24 године                                                            | 98602    |
| 36  | Женско становништво од 18 до 24 године                                                           | 98039    |
| 37  | Женско становништво од 15 до 49 година                                                           | 406874   |
| 38  | Становништво са 60 и више година                                                                 | 178100   |
| 39  | Мушко становништво са 60 и више година                                                           | 76503    |
| 40  | Женско становништво са 60 и више година                                                          | 101597   |
| 41  | Однос између мушкараца и жена                                                                    | 92.24    |
| 42  | Становништво од нуле до 14 година                                                                | 357266   |
| 43  | Становништво од 15 до 64 године                                                                  | 989778   |
| 44  | Становништво од 65 година и више                                                                 | 121590   |
| 45  | Просечан број деце                                                                               | 2.2      |
| 46  | Становништво рођено у ентитету                                                                   | 1260136  |
| 47  | Мушко становништво рођено у ентитету                                                             | 607527   |
| 48  | Женско становништво рођено у ентитету                                                            | 652609   |
| 49  | Становништво рођено у другом ентитету                                                            | 193570   |
| 50  | Мушко становништво рођено у другом ентитету                                                      | 89005    |
| 51  | Женско становништво рођено у другом ентитету                                                     | 104565   |
| 52  | Становништво од 5 година и више резидентно у ентитету у јуну 2005. године                        | 1314682  |
| 53  | Мушко становништво старосног доба од 5 година и више, резидентно у ентитету у јуну 2005. године  | 624692   |
| 54  | Женско становништво старосног доба од 5 и више година, резидентно у ентитету у јуну 2005. године | 689990   |
| 55  | Становништво од 5 година и више које је живело у другом ентитету у јуну 2005. године             | 24640    |
| 56  | Мушко становништво старије од 5 година које је живело у другом ентитету у јуну 2005. године      | 12254    |
| 57  | Женско становништво старије од 5 година које је живело у другом ентитету у јуну 2005. године     | 12386    |
| 58  | Становништво од 3 године и више које говори аутохтони језик                                      | 5575     |
| 59  | Мушко становништво старо 3 године и више које говори аутохтони језик                             | 2783     |
| 60  | Женско становништво старо 3 године и више које говори аутохтони језик                            | 2792     |
| 61  | Становништво од 3 године и више које говори аутохтони језик и не говори шпански језик            | 57       |
| 62  | Мушко становништво старо 3 године и више које говори аутохтони језик и не говори шпански         | 24       |
| 63  | Женско становништво старо 3 године и више које говори аутохтони језик и не говори шпански језик  | 33       |
| 64  | Становништво старо 3 године и више које говори аутохтони језик и шпански                         | 3398     |
| 65  | Мушко становништво старо 3 године и више које говори аутохтони језик и шпански                   | 1668     |
| 66  | Женско становништво старо 3 године и више које говори аутохтони језик и шпански                  | 1730     |
| 67  | Становништво од 5 година и више које говори аутохтони језик                                      | 5471     |
| 68  | Становништво од 5 година и више које говори аутохтони језик и не говори шпански језик            | 48       |
| 69  | Становништво од 5 година и више које говори аутохтони језик и говори шпански језик               | 3369     |
| 70  | Становништво у домородачким домаћинствима                                                        | 9844     |
| 71  | Становништво са ограничењима у активностима                                                      | 56159    |
| 72  | Становништво са ограниченим ходањем или кретањем, горе или доле                                  | 33875    |
| 73  | Становници са ограничењима вида, чак и уз кориштење сочива                                       | 11204    |
| 74  | Становништво са ограничењима говора, комуникације или конверзације                               | 4172     |
| 75  | Становништво са ограниченим слухом                                                               | 5661     |
| 76  | Становништво са ограничењима при одевању, купању или јелу                                        | 3260     |
| 77  | Становништво са ограничењима у опажању или учењу једноставних ствари                             | 2682     |
| 78  | Становништво са менталним ограничењима                                                           | 7995     |
| 79  | Становништво без ограничења активности                                                           | 1404505  |
| 80  | Становништво од 3 до 5 година које не похађа школу                                               | 26968    |
| 81  | Мушко становништво од 3 до 5 година које не похађа школу                                         | 13818    |
| 82  | Женско становништво од 3 до 5 година које не похађа школу                                        | 13150    |
| 83  | Становништво од 6 до 11 година које не похађа школу                                              | 3889     |
| 84  | Мушко становништво од 6 до 11 година које не похађа школу                                        | 2123     |
| 85  | Женско становништво од 6 до 11 година које не похађа школу                                       | 1766     |
| 86  | Становништво од 12 до 14 година које не похађа школу                                             | 4975     |
| 87  | Мушко становништво од 12 до 14 година које не похађа школу                                       | 2817     |
| 88  | Женско становништво од 12 до 14 година које не похађа школу                                      | 2158     |
| 89  | Становништво од 15 до 17 година похађа школу                                                     | 56260    |
| 90  | Мушко становништво од 15 до 17 година похађа школу                                               | 27452    |
| 91  | Женско становништво између 15 и 17 година живота у школи                                         | 28808    |
| 92  | Становништво од 18 до 24 године похађа школу                                                     | 72787    |
| 93  | Мушко становништво од 18 до 24 године похађа школу                                               | 36700    |
| 94  | Женско становништво од 18 до 24 године похађа школу                                              | 36087    |
| 95  | Становништво од 8 до 14 година које не може да чита и пише                                       | 2749     |
| 96  | Мушко становништво старосног доба од 8 до 14 година које не може да чита и пише                  | 1604     |
| 97  | Женско становништво старосног доби од 8 до 14 година које не може да чита и пише                 | 1145     |
| 98  | Становништво од 15 година и више које је неписмено                                               | 23365    |
| 99  | Мушко становништво од 15 година и више које је неписмено                                         | 8855     |
| 100 | Женско становништво од 15 година и више које је неписмено                                        | 14510    |
| 101 | Становништво старо 15 и више година без школовања                                                | 35757    |
| 102 | Мушко становништво старо 15 и више година без школовања                                          | 14640    |
| 103 | Женско становништво старо 15 и више година без школовања                                         | 21117    |
| 104 | Становништво старосног доба 15 и више година са непотпуним основним образовањем                  | 85854    |
| 105 | Мушко становништво старосног доба од 15 година и више са непотпуном основним образовањем         | 36220    |
| 106 | Женско становништво старосног доба 15 и више година са непотпуном основним образовањем           | 49634    |
| 107 | Становништво старо 15 и више година са комплетним основним образовањем                           | 164879   |
| 108 | Мушко становништво старо 15 година и више са комплетним основним образовањем                     | 72350    |
| 109 | Женско становништво старо 15 и више година са комплетним основним образовањем                    | 92529    |
| 110 | Становништво старосног доба 15 и више година са непотпуним средњим образовањем                   | 49786    |
| 111 | Мушко становништво старосног доба од 15 година и више са непотпуним средњим образовањем          | 27749    |
| 112 | Женско становништво старосног доба од 15 година и више са непотпуним средњим образовањем         | 22037    |
| 113 | Становништво старо 15 и више година са пуним секундарном образовањем                             | 239182   |
| 114 | Мушко становништво старосног доба од 15 година и више са пуним секундарном образовањем           | 117106   |
| 115 | Женско становништво старосног доба од 15 година и више са пуним секундарном образовањем          | 122076   |
| 116 | Становништво старије од 18 година са постосновним образовањем                                    | 492040   |
| 117 | Мушко становништво старије од 18 година са постосновним образовањем                              | 237924   |
| 118 | Женско становништво старије од 18 година са постосновним образовањем                             | 254116   |
| 119 | Просечна оцена школовања                                                                         | 9.99     |
| 120 | Просечан ниво образовања мушке популације                                                        | 10.19    |
| 121 | Просечан ниво образовања женског становништва                                                    | 9.81     |
| 122 | Економски активно становништво                                                                   | 686294   |
| 123 | Економски активна мушка популација                                                               | 410954   |
| 124 | Економски активна женска популација                                                              | 275340   |
| 125 | Становништво које није економски активно                                                         | 494157   |
| 126 | Мушко становништво које није економски активно                                                   | 146067   |
| 127 | Женско становништво које није економски активно                                                  | 348090   |
| 128 | Запослено становништво                                                                           | 660494   |
| 129 | Запослено мушко становништво                                                                     | 392319   |
| 130 | Запослено женско становништво                                                                    | 268175   |
| 131 | Незапослена популација                                                                           | 25800    |
| 132 | Незапослена мушка популација                                                                     | 18635    |
| 133 | Незапослена женска популација                                                                    | 7165     |
| 134 | Становништво без права на здравствене услуге                                                     | 519653   |
| 135 | Становништво које има право на здравствене услуге                                                | 945326   |
| 136 | Становништво које има право на ИМСС                                                              | 772662   |
| 137 | Становништво које има право на социјално осигурање                                               | 39761    |
| 138 | Становништво које има право на државно социјално осигурање                                       | 2189     |
| 139 | Становништво које има право на опште осигурање или здравствено осигурање за нову генерацију      | 85228    |
| 140 | Становништво које је било једном или није било у браку током 12 година и више                    | 485247   |
| 141 | Венчано или уједињено становништво од 12 година и више                                           | 564656   |
| 142 | Становништво које је било у браку или уједињено 12 година и више                                 | 133562   |
| 143 | Становништво са католичком религијом                                                             | 1351113  |
| 144 | Протестанти, еванђелисти и библијски следбеници различити од еванђелиста                         | 75924    |
| 145 | Становништво са другим религијама различитим од претходних                                       | 1666     |
| 146 | Становништво без религије                                                                        | 31394    |
| 147 | Укупно пописаних домаћинства                                                                     | 370656   |
| 148 | Пописна домаћинства на челу са мушкарцима                                                        | 258157   |
| 149 | Пописна домаћинства на челу са женама                                                            | 112499   |
| 150 | Становништво у пописним домаћинствима                                                            | 1464812  |
| 151 | Становништво у пописним домаћинствима на челу са мушкарцима                                      | 1074697  |
| 152 | Становништво у пописним домаћинствима на челу са женама                                          | 390115   |
| 153 | Укупно домаћинстава                                                                              | 429620   |
| 154 | Укупно насељених домаћинстава                                                                    | 379624   |
| 155 | Укупно приватних кућа                                                                            | 420652   |
| 156 | Насељени приватни домови                                                                         | 370656   |
| 157 | Укупно насељених приватних кућа                                                                  | 379339   |
| 158 | Ненасељене приватне куће                                                                         | 40946    |
| 159 | Појединачна домаћинства за привремену употребу                                                   | 9050     |
| 160 | Становници у насељеним приватним кућама                                                          | 1464812  |
| 161 | Насељеност станара у приватним становима                                                         | 3.95     |
| 162 | Просечно становника по соби у приватним насељеним домаћинствима                                  | 0.88     |
| 163 | Појединачна домаћинства са подовима од различитих материјала од земље                            | 361966   |
| 164 | Појединачна домаћинства у приземљу                                                               | 5373     |
| 165 | Појединачна домаћинства са једном спаваћом собом                                                 | 72883    |
| 166 | Појединачна домаћинства са две спаваће собе и више                                               | 296240   |
| 167 | Појединачна домаћинства са једним собом                                                          | 5910     |
| 168 | Појединачна домаћинства са две собе                                                              | 24068    |
| 169 | Појединачна домаћинства са 3 собе и више                                                         | 338591   |
| 170 | Појединачна домаћинства која имају електрично светло                                             | 369473   |
| 171 | Појединачна домаћинства која немају електрично светло                                            | 248      |
| 172 | Појединачна домаћинства која имају водоводну воду у стамбеном простору                           | 366885   |
| 173 | Појединачна домаћинства која немају водоводну воду у стамбеном простору                          | 1854     |
| 174 | Појединачна домаћинства која имају тоалет                                                        | 368682   |
| 175 | Појединачна домаћинства која имају канализацију                                                  | 368281   |
| 176 | Појединачна домаћинства која немају канализацију                                                 | 246      |
| 177 | Појединачна домаћинства која имају електрично светло, довод воде из јавне мреже и канализацију   | 365712   |
| 178 | Појединачна домаћинства без икаквих услова                                                       | 480      |
| 179 | Појединачна домаћинства која имају радио                                                         | 337710   |
| 180 | Појединачна домаћинства која имају телевизор                                                     | 365494   |
| 181 | Појединачна домаћинства која имају фрижидер                                                      | 356900   |
| 182 | Појединачна домаћинства која имају машину за веш                                                 | 318528   |
| 183 | Појединачна домаћинства која имају аутомобил или комби                                           | 218260   |
| 184 | Појединачна домаћинства која имају рачунар                                                       | 181856   |
| 185 | Појединачна домаћинства која имају фиксну телефонску линију                                      | 271592   |
| 186 | Појединачна домаћинства која имају мобилни телефон                                               | 303799   |
| 187 | Појединачна домаћинства која имају приступ интернету                                             | 142854   |